# Węzeł rycerski
Węzeł rycerski – motyw zdobniczy w formie trójpętlicowo ułożonego sznurka, charakterystyczny dla męskiego stroju góralskiego, często stanowiący podstawę parzenic. Jest to jeden z najstarszych typów parzenic, obecny w stroju górali sądeckich, gorczańskich czyli Białych Górali.